# 上海ジャパンフットボールクラブ
上海ジャパンフットボールクラブ（シャンハイジャパンフットボールクラブ、略称：SJFC）は、在上海日本人子女を中心としたサッカークラブである。
当時、中国（上海）における日本人駐在員の子供たちの遊び場がたいへん少なかったことから、学校関係者ならびに保護者らに相談を受け、上海日本人学校の課外活動として、日本人学校関係者と上海日本商工クラブの協力を得て、学校グランドの使用許可を得る。上海市（中国）に在住していた日本人によって、上海日本人学校サッカークラブとして1994年にチームを発足する。
『サッカーを続けたい、と1人でも多くの子供達が思ってもらえるように』また、『サッカーを通じて多くのことを学んで欲しい』という思いを抱き、有志の意思を継承しながら、ボランティアスタッフによる活動が今日も続けられている。その後、上海ジャパンフットボールクラブへと名称変更し、2007年にSJFC事務局が設けられ、上海在住の日本語の理解できる子供たちを中心とした、日本人少年少女サッカーチームとして活動する。
上海在住のアメリカ・イギリス・ドイツ・フランス・イタリア・オランダ・ブラジル・中国・台湾など、諸外国の子供たちが一同に集まる上海国際ユースサッカーリーグで上海日本人代表として出場を続ける。国境を越えて楽しむサッカーの普及とサッカー環境の整備の改善を通じた国際交流を続けている。

## 目的
日中のサッカー普及とサッカー技術の習得を目指し、スポーツマンシップ、チームワークを身に付けると共に『健康維持・体力増強・国際交流』を目的とする。